# Carlo Evangelisti
Carlo Evangelisti (Frascati, 1910 – Gimma, 27 febbraio 1941) è stato un militare italiano, insignito della medaglia d'oro al valor militare alla memoria nel corso della seconda guerra mondiale.

## Biografia
Nacque a Frascati, provincia di Roma, nel 1910, figlio di Luigi e di Giulia Budini. 
Iscrittosi nella facoltà di economia e commercio dell'università di Roma, interruppe gli studi nel novembre 1931 per adempiere al servizio militare di leva nel Regio Esercito. Ammesso a frequentare la Scuola allievi ufficiali di complemento di Bra, ne uscì con il grado di sottotenente d'artiglieria nel giugno 1932, assegnato al 3º Reggimento artiglieria da montagna. Congedatosi nell'agosto 1933, e conseguita la laurea, entrò come funzionario presso la Regia Accademia d'Italia. Richiamato in servizio attivo nel marzo 1935, ottenne il trasferimento al Regio corpo truppe coloniali d'Eritrea e il 15 dello stesso mese sbarcava a Massaua. Dopo aver partecipato alla guerra d'Etiopia in servizio presso la 2ª Batteria cammellata d'Eritrea, rientrò in Patria nel 1937 decorato con una medaglia di bronzo al valor militare e la promozione al grado di tenente, per essere quindi congedato. Il richiamo dell'Africa lo indusse a partecipare ad un concorso bandito dal Ministero dell'Africa Italiana, vinto il quale, ritornò nelle terre dell'Impero come funzionario civile. All'atto dell'entrata in guerra del Regno d'Italia, avvenuta il 10 giugno 1940, si trovava a Gimma nel territorio dei Galla e Sidama in qualità di Segretario del Governo. Cadde in combattimento a Gimma il 27 febbraio 1941, e fu insignito della medaglia d'oro al valor militare alla memoria.